# Live at Wembley
Albums de Alter Bridge
Live from Amsterdam
(2008)
Live at Wembley est le second album live du groupe Alter Bridge sorti en 2012.

## Liste des chansons

### CD
| No  | Titre                                                     | Durée |
| --- | --------------------------------------------------------- | ----- |
| 1.  | Slip to the Void                                          | 04:50 |
| 2.  | Find the Real                                             | 04:52 |
| 3.  | Ghost of Days Gone By                                     | 04:25 |
| 4.  | Come to Life                                              | 03:55 |
| 5.  | All Hope Is Gone                                          | 04:47 |
| 6.  | Metalingus                                                | 05:30 |
| 7.  | I Know It Hurts                                           | 05:03 |
| 8.  | Coeur d'Alene                                             | 04:41 |
| 9.  | Blackbird (Intro)" (reprise de The Beatles) / "Blackbird" | 10:02 |
| 10. | Wonderful Life                                            | 03:00 |
| 11. | Watch Over You                                            | 04:07 |
| 12. | Ties That Bind                                            | 03:45 |
| 13. | Jazz Tease/Isolation                                      | 06:58 |
| 14. | Dueling Guitar Solos/Rise Today                           | 10:46 |

### DVD
| No  | Titre                                                     | Durée |
| --- | --------------------------------------------------------- | ----- |
| 1.  | Slip to the Void                                          |       |
| 2.  | Find the Real                                             |       |
| 3.  | Ghost of Days Gone By                                     |       |
| 4.  | Before Tomorrow Comes                                     |       |
| 5.  | Come to Life                                              |       |
| 6.  | All Hope Is Gone                                          |       |
| 7.  | White Knuckles                                            |       |
| 8.  | Brand New Start                                           |       |
| 9.  | Metalingus                                                |       |
| 10. | Broken Wings                                              |       |
| 11. | I Know It Hurts                                           |       |
| 12. | One Day Remains                                           |       |
| 13. | Coeur d'Alene                                             |       |
| 14. | Buried Alive                                              |       |
| 15. | Blackbird (Intro)" (reprise de The Beatles) / "Blackbird" |       |
| 16. | Wonderful Life                                            |       |
| 17. | Watch Over You                                            |       |
| 18. | Ties That Bind                                            |       |
| 19. | Jazz Tease/Isolation                                      |       |
| 20. | Open Your Eyes                                            |       |
| 21. | Dueling Guitar Solos                                      |       |
| 22. | Rise Today                                                |       |